# TY Весов
TY Весов (лат. TY Librae) — двойная затменная переменная звезда типа Алголя (EA) в созвездии Весов на расстоянии приблизительно 2380 световых лет (около 730 парсеков) от Солнца. Видимая звёздная величина звезды — от +13,6m до +11,2m. Орбитальный период — около 3,2017 суток.